# Championnat d'Amérique du Sud de rugby à XV 1981
Navigation
Championnat 1979 Championnat 1983
Le Championnat d'Amérique du Sud de rugby à XV 1981 est une compétition de rugby à XV organisée par la Confederación sudamericana de rugby. La 12e édition se déroule du 17 mai au 24 mai 1981 et est remportée par l'équipe d'Uruguay.

## Équipes participantes
- Brésil
- Chili
- Uruguay
- Paraguay

## Format
Le Brésil, le Chili, l'Uruguay et le Paraguay disputent des matchs sous la forme d'un tournoi. Le premier est déclaré vainqueur.

## Classement
| Rang | Nation   | J | V | N | D | Pm  | Pe  | Diff | Pts |
| ---- | -------- | - | - | - | - | --- | --- | ---- | --- |
| 1    | Uruguay  | 3 | 3 | 0 | 0 | 164 | 17  | +147 | 6   |
| 2    | Chili    | 3 | 2 | 0 | 1 | 69  | 39  | +30  | 4   |
| 3    | Paraguay | 3 | 1 | 0 | 2 | 52  | 90  | -38  | 2   |
| 4    | Brésil   | 3 | 0 | 0 | 3 | 6   | 145 | -139 | 0   |

|  | Vainqueur (no 1). |

## Résultats
| 17 mai 1981 | Uruguay | 54 – 14 | Paraguay | Montevideo |
| 17 mai 1981 |         |         |          | Montevideo |
| 17 mai 1981 |         |         |          | Montevideo |

| 18 mai 1981 | Chili | 33 – 3 | Brésil | Montevideo |
| 18 mai 1981 |       |        |        | Montevideo |
| 18 mai 1981 |       |        |        | Montevideo |

| 21 mai 1981 | Uruguay | 77 – 0 | Brésil | Montevideo |
| 21 mai 1981 |         |        |        | Montevideo |
| 21 mai 1981 |         |        |        | Montevideo |

| 21 mai 1981 | Chili | 33 – 3 | Paraguay | Montevideo |
| 21 mai 1981 |       |        |          | Montevideo |
| 21 mai 1981 |       |        |          | Montevideo |

| 23 mai 1981 | Paraguay | 35 – 3 | Brésil | Montevideo |
| 23 mai 1981 |          |        |        | Montevideo |
| 23 mai 1981 |          |        |        | Montevideo |

| 24 mai 1981 | Uruguay | 33 – 3 | Chili | Montevideo |
| 24 mai 1981 |         |        |       | Montevideo |
| 24 mai 1981 |         |        |       | Montevideo |